# Московський вертолітний завод ім. М. Л. Міля
Московський вертолітний завод імені М. Л. Міля — авіабудівна компанія, розташована в Москві. Розробник і виробник вертольотів та інших типів гвинтокрилих літальних апаратів.
Завод створений Генеральним конструктором Михайлом Мілем в 1947 році. До його складу входять: ДКБ, дослідне виробництво і літно-випробувальна база.
Генеральний директор — Андрій Борисович Шибітов (з 2 грудня 2004).
Основний акціонер Московського вертолітного заводу імені М. Л. Міля — корпорація ОАО ОПК «Оборонпром» — володіє 61,42 % акцій, 9,38% належать компанії «Sikorsky Aircraft» (США).

## Продукція
На МВЗ були спроектовані та побудовані понад 15 базових моделей гелікоптерів, що випускалися у понад 200 модифікаціях. 
- Мі-1 багатоцільовий
- Мі-2 легкий багатоцільовий
- Мі-4 багатоцільовий гелікоптер
- Мі-6 важкий десантно-транспортний
- В-7 дослідний прототип гелікоптера з реактивним приводом гвинта
- Мі-8 середній багатоцільовий
- Мі-10 воєнний транспортний гелікоптер
- Мі-12 найважчий гелікоптер у світі
- Мі-14 багатоцільовий гелікоптер-амфібія
- Мі-24 транспортний бойовий
- Мі-26 важкий багатоцільовий транспортний
- Мі-28 бойовий
- Мі-34 легкий навчально-спортивний
- Мі-38 середній багатоцільовий
- Мі-54 легкий багатоцільовий

### У філателії

Поштові марки Росії: вертольоти «Мі»
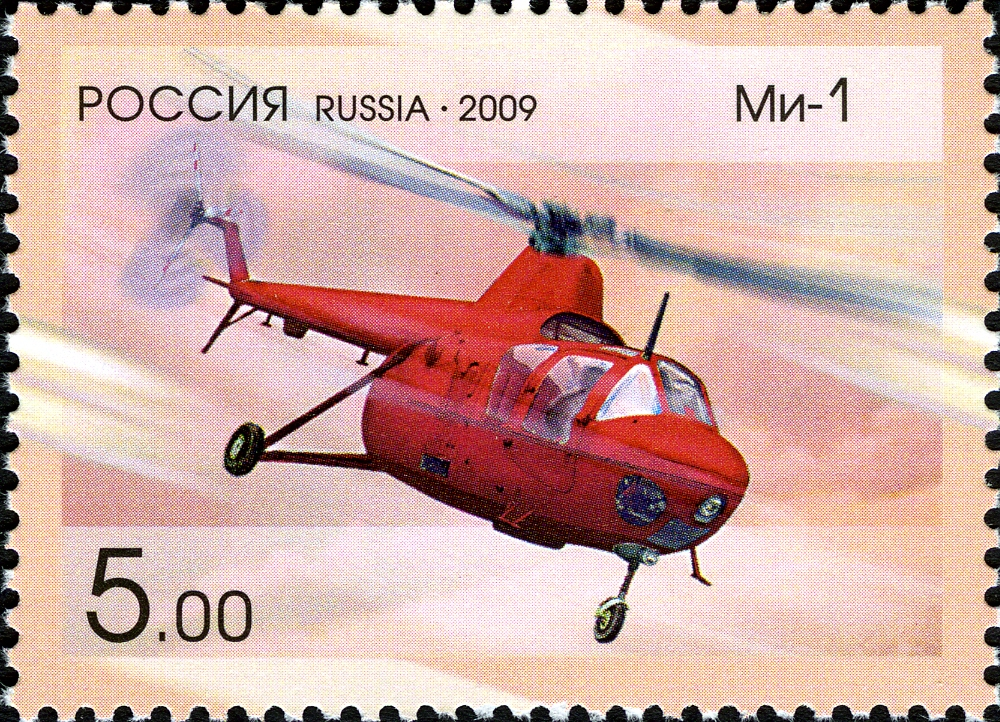
Мі-1
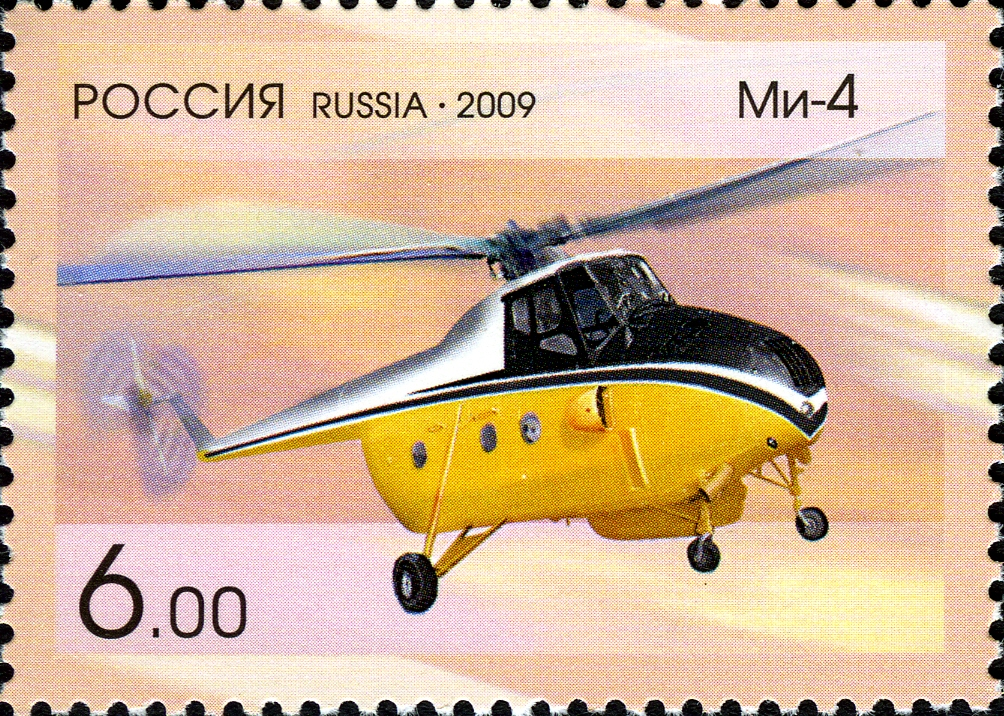
Мі-4
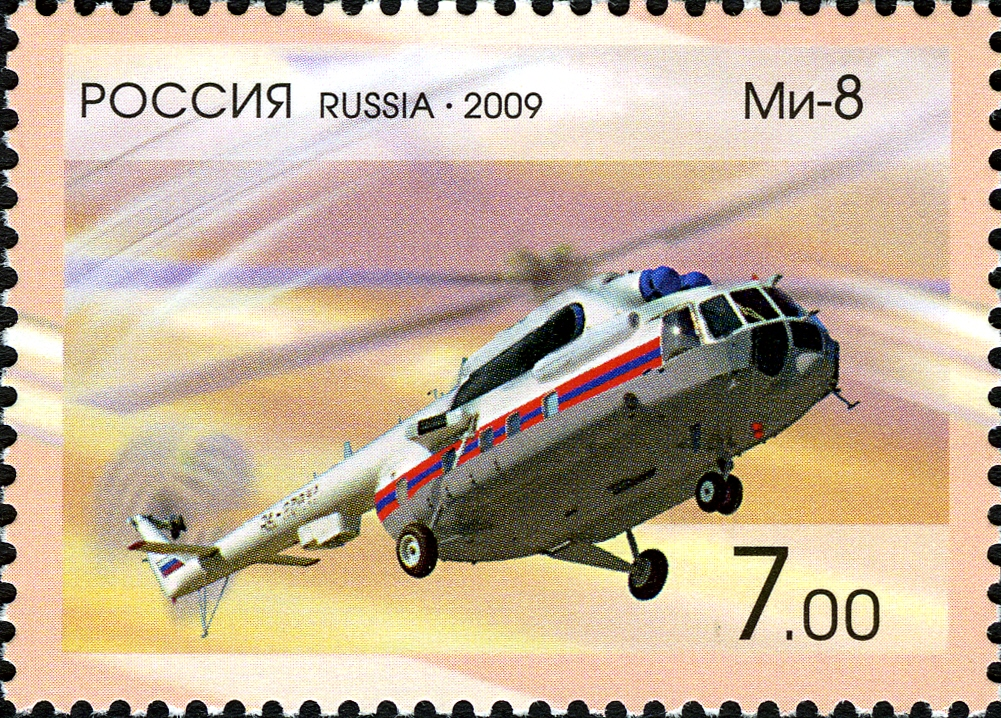
Мі-8
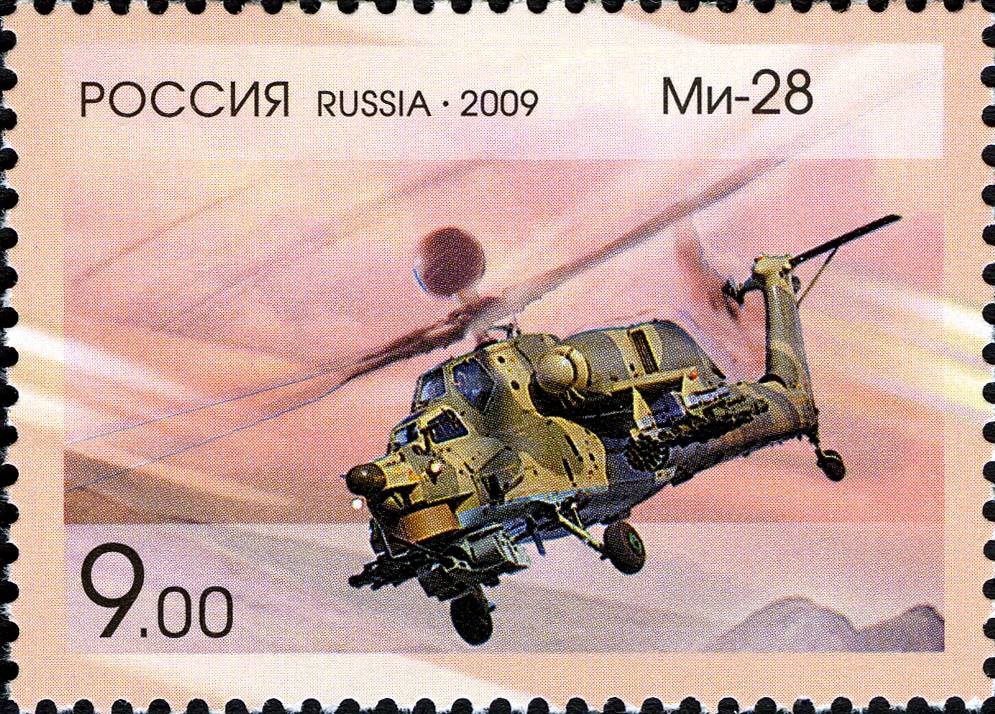
Мі-28
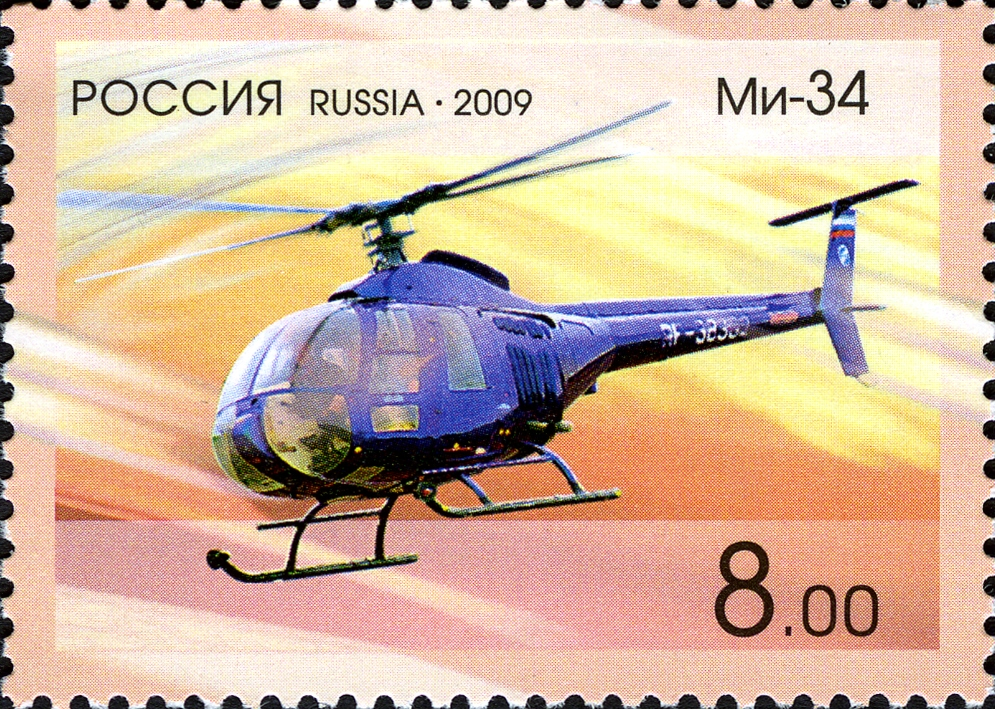
Мі-34

## Санкції
23 лютого 2024 року, у другі роковини російського вторгнення в Україну, підприємство було внесено до списку санкцій країн Євросоюзу, оскільки воно «проектує, створює, випробовує зразки вертольотів, впроваджує їх у серійне виробництво і модернізує військові вертольоти "Мі" і "Ка", використовувані Збройними силами Росії у агресивній війні проти України». Раніше, за аналогічною підставою, підприємство потрапило під санкції США, України та Японії.